# Clockwork Knight 2
Clockwork Knight 2, i Japan känt som Clockwork Knight: Pepperouchau's Adventure - Last Volume (クロックワーク ナイト ～ ペパルーチョの大冒険・下巻～?), är ett  sidscrollande plattformsspel utvecklat och utgivet av Sega till Saturn. Spelet är uppföljaren till Clockwork Knight.  Ett tredje spel, Clockwork Knight 3: Pengin War, var på gång men släpptes aldrig. Även uppföljaren Knight n Knight var först tänkt att utges till Nintendo Gamecube, men släpptes aldrig.

## Handling
Spelet utspelar sig efter  det första. Prinsessan Chelsea har förts i säkerhet, men vagknar inte. Plötsligt blir hon återigen kidnappad, och Pepper måste rädda henne.

### Fotnoter
1. ↑  ”Arkiverade kopian”. Arkiverad från originalet den 14 maj 2014. https://web.archive.org/web/20140514135531/http://www.gamefaqs.com/saturn/573938-clockwork-knight-2/data. Läst 13 maj 2014.
2. ↑  E3 2003: Clockwork Knight Sequel, IGN.